# Pujilí (cantão)
Pujilí é um cantão do Equador localizado na província de Cotopaxi.
A capital do cantão é a cidade de Pujilí.